# Ellis Wallin
Pour les articles homonymes, voir Wallin.
Ellis Wallin, né le 10 décembre 1888 à Uppsala et mort en 1972, est un peintre suédois.

## Biographie
Ellis Wallin étudie à l'Académie royale des arts de Suède à Stockholm de 1914 à 1920. Il réside à Paris de 1920 à 1933. Son œuvre est influencée par des peintres tels que André Dunoyer de Segonzac et Henry de Waroquier. Il expose au Salon des Indépendants, au Salon d'automne et au Salon des Tuileries de 1926 à 1933, à la galerie Barreiro à Paris et à Rouen en 1928,.